# 伊洛韋

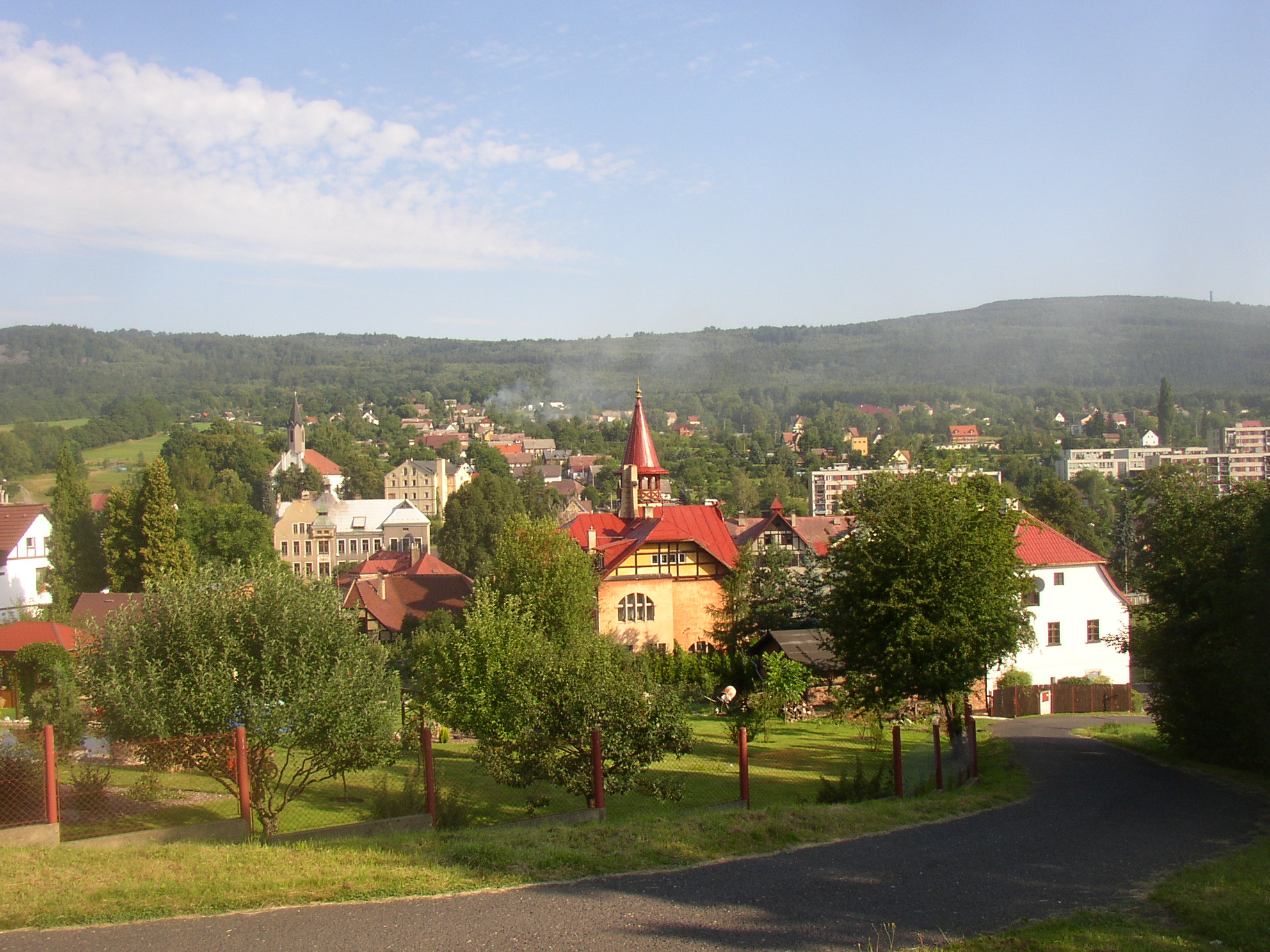

伊洛韋是捷克的城鎮，位於該國西北部，距離傑欽8公里，由烏斯季州負責管轄，面積36.56平方公里，海拔高度276米，鎮上的城堡建於1842年，2006年人口達5,321。

## 外部連結
- Municipal website （页面存档备份，存于）